# Drei Haselnüsse für Aschenbrödel (2021)
Drei Haselnüsse für Aschenbrödel (Originaltitel: Tre nøtter til Askepott) ist ein norwegischer Märchenfilm der Regisseurin Cecilie Mosli aus dem Jahr 2021. Es handelt sich um eine Neuverfilmung des gleichnamigen deutsch-tschechoslowakischen Märchenklassikers aus dem Jahr 1973, der wiederum auf dem gleichnamigen Kunstmärchen von Božena Němcová in Abwandlung des Grimmschen bzw. Bechsteinschen Aschenbrödel-Stoffes basiert.
Die Titelrolle verkörpert die norwegische Popsängerin Astrid Smeplass, an ihrer Seite ist Cengiz Al als Prinz zu sehen.

## Handlung
Aschenbrödel, deren Eltern tot sind, lebt mit ihrer Stiefmutter und deren Tochter Dora auf einem abgelegenen Gut im Norden. Während das Königspaar dort zu Besuch ist, begegnet Aschenbrödel, ohne es zu wissen, bei einem Ausritt dem Prinzen. Die aufkommende romantische Stimmung zwischen beiden wird durch die beiden adligen Begleiter des Prinzen gestört, die ihren Herrn zur Jagd abholen. Währenddessen verabschiedet sich das Königspaar von der Stiefmutter und deren Tochter Dora und lädt beide zum Ball ein. Auf diesem soll sich der Prinz, wie er am nächsten Morgen erfährt, eine Braut aussuchen.
Daheim am Gutshof schickt die Stiefmutter Alfred, einen älteren Diener, in die Stadt, um einen „Stileur“, der ihre Tochter Dora für den Ball ausstaffieren soll, zu engagieren. Alfred fragt Aschenbrödel, ob er ihr etwas mitbringen soll. Aschenbrödel wünscht sich „etwas, was ihm in die Hände fällt“. Dies ist ein Vogelnest mit drei Haselnüssen, das der Prinz aus Spaß von einem Baum über den im Schlitten fahrenden Alfred herabschießt.
Während sich der arrogante Baron von Snauser um Dora kümmert, entdeckt Aschenbrödel den magischen Inhalt der ersten Haselnuss: ein Jagdgewand. Mit diesem ausgestattet (inklusive Schnurrbart) trifft Aschenbrödel auf den Prinzen und seine beiden Begleiter und demonstriert ihr überlegenes Geschick mit dem Bogen. Für den erfolgreichen Abschuss einer Taube bekommt sie den vom Prinzen zuvor ausgelobten Preis: den Siegelring, den er von seinem Vater für seine zukünftige Braut bekommen hat.
Der Abend des Balls ist gekommen und die Stiefmutter beauftragt Aschenbrödel, der neu eingekleideten und geschminkten Dora zu helfen. Dora, die mit ihrem Aussehen nicht zufrieden ist, wird von Aschenbrödel mit einem Kompliment aufgemuntert. Die beginnende Freundschaft zwischen den Stiefschwestern wird von der Stiefmutter mit einer falschen Balleinladung an Aschenbrödel kaputt gemacht, denn Dora fällt, um ihrer Mutter zu gefallen, halbherzig in deren Gelächter ein. Als Rache zum Schluss kippt die Stiefmutter eine Schatulle mit verschiedenfarbigen Pailletten aus, die Aschenbrödel nun sortieren soll. Nach der Abfahrt zum Ball kommen Aschenbrödel Tauben zu Hilfe, sodass sich Aschenbrödel, mit dem Inhalt der zweiten Nuss ausgestattet, mit dem Polarlicht als Wegweiser zum Schloss des Königspaares aufmacht.
Auf dem Ball erweist sich die provinzielle Herkunft der Stiefmutter und Dora, die sich bei der Vorstellung vor dem Königspaar etwas blamieren. Dora fällt zudem später durch lautes nervöses Lachen auf. Auf dem Ball tarnt sich Aschenbrödel mit einem Schleier und spricht den Prinzen, der gerade genervt den Ball verlassen will, an. Dieser erkennt sie zwar nicht, will aber mit ihr tanzen. Dem Königspaar und auch anderen fällt die romantische Stimmung auf. Als der Prinz wissen will, wer Aschenbrödel ist, gibt sie ihm ein Rätsel zur Antwort:

„Erstes Treffen: Ruß auf den Wangen, aber kein Schornsteinfeger.
Zweites Treffen: ein Hut mit Federn, Pfeil und Bogen, aber kein Jäger.
Drittes Treffen: ein Ballkleid mit Schleppe, aber keine Prinzessin.“

Kurz bevor Aschenbrödel dem Prinzen die Frage nach ihrer Identität beantwortet, bemerkt sie die prüfenden Blicke ihrer Stiefmutter und flieht. Der Prinz folgt ihr, aufgefordert durch den König. Aschenbrödel entkommt, zurück bleibt nur einer ihrer Ballschuhe. Der Prinz sucht die Gegend nach ihr ab und kommt auch zum Gut der Stiefmutter, wo er Aschenbrödel aber nicht findet. Er bittet eine alte Frau, alle Mädchen auf diesem Hof zu wecken und herauszuholen. Während dieser Suche kommt die Stiefmutter mit Dora nach Hause und findet den Schleier, den Aschenbrödel auf dem Ball trug. Der Prinz verkündet mittlerweile, diejenige zur Frau zu nehmen, der der gefundene Ballschuh passt. Aschenbrödel hat den Prinzen derweil entdeckt, wird aber von der Stiefmutter in ihrer Kammer überrascht.
Draußen ist der Prinz bei der erfolglosen Schuhanprobe am Verzweifeln, als den Bewohnern noch „das Aschenbrödel“ einfällt. Während der Prinz in Aschenbrödels Kammer geführt wird und dort seinen Siegelring findet, wird das gefesselte Aschenbrödel von der Stiefmutter und Dora nach draußen geführt und eingesperrt. Kurz darauf sieht der Prinz eine Frau in Aschenbrödels Ballkleid, die zum Schlitten geht. Während die Stiefmutter ein Eheversprechen des Prinzen an die verkleidete Dora will, besteht dieser auf der Schuhanprobe. Die Stiefmutter weiß keinen Ausweg und flieht mit dem Schlitten und der verkleideten Dora. Unterdessen hat sich Aschenbrödel befreit und die letzte Nuss geöffnet. Diese ist aber leer – das ist „nur“ sie selbst. Nachdem die Stiefmutter die Kontrolle über den Schlitten verloren hat, werden die beiden Frauen vom Prinzen gerettet, der nun erkennt, dass Dora nicht das gesuchte Mädchen ist. Als nun Aschenbrödel ohne Verkleidung hinzukommt, erkennt der Prinz sie. Aus Wut darüber stößt die Stiefmutter den Prinzen durch das zuvor zerbrochene Brückengeländer in den Abgrund. Aschenbrödel kann mit einem Pfeil die Lederschlaufe, die sich um das Bein des Prinzen gewickelt hat, am Brückengeländer festnageln, sodass der Prinz nicht endgültig herabstürzt. Nach einem kurzen verbalen Disput mit ihrer Stiefmutter nagelt sie deren Kapuze ebenfalls am Brückengeländer fest und hilft dann dem Prinzen herauf. Nachdem der Prinz das Rätsel gelöst hat, fragt er Aschenbrödel, ob sie ihn heiraten wolle – weil „man das so mache“. Sie lehnt mit dem Hinweis ab, dass sie sich doch gerade erst kennengelernt hätten und sie es machen können, wie sie wollten. Am Ende bekommt Alfred die von ihm die ganze Zeit umgarnte ältere Frau, Dora einen Burschen des Guts, Aschenbrödel den Prinzen und auch dessen zwei Begleiter küssen sich.

## Hintergrund

### Produktion
Die Idee einer Neuauflage des Märchenklassikers Drei Haselnüsse für Aschenbrödel aus dem Jahr 1973 hatten norwegische Filmemacher. Im Jahr 2015 boten sie dem Regisseur des Originalfilms, Václav Vorlíček, an, diese Aufgabe für das Remake zu übernehmen. Er lehnte ab, willigte aber in den Lizenzverkauf ein.
Hauptdarstellerin Astrid Smeplass, die in ihrem Heimatland durch ihre Teilnahme 2013 bei der Castingshow Idol bekannt wurde und seitdem als Popsängerin Astrid S Erfolg hatte, gab mit der Rolle des Aschenbrödel ihr Schauspieldebüt. Für den Film musste Smeplass selbst Reiten und Bogenschießen lernen, anders als die tschechische Schauspielerin Libuše Šafránková, die schon reiten konnte, als sie die Rolle in der Originalfassung übernahm.
Regie führte die norwegische Schauspielerin und Filmregisseurin Cecilie Mosli. Für das adaptierte Drehbuch zeichneten Kamilla Krogsveen, Karsten Fullu, Siv Rajendram Eliassen und Anna Bache-Wiig verantwortlich. Frederick P. N. Howard und Petter J. Borgli fungierten als Produzenten.
Gedreht wurde in einer mittelalterlichen Wasserburg in der litauischen Stadt Trakai und in einem Filmstudio in Litauen. Weitere Drehorte sind das Freilichtmuseum Maihaugen in Lillehammer sowie das Jotunheimen-Gebirge in Norwegen.

### Synchronisation
Die deutsche Synchronisation entstand bei der Synchronfirma Arena Synchron in Berlin nach dem Dialogbuch von Eva Schaaf und unter der Dialogregie von Ralph Beckmann.
| Rolle             | Schauspieler          | Synchronsprecher         |
| ----------------- | --------------------- | ------------------------ |
| Aschenbrödel      | Astrid Smeplass       | Lydia Morgenstern        |
| Prinz             | Cengiz Al             | Patrick Baehr            |
| Stiefmutter       | Ellen Dorrit Petersen | Claudia Urbschat-Mingues |
| Dora              | Ingrid Giæver         | Lena Schmidtke           |
| Bendik            | Sjur Vatne Brean      | Patrick Keller           |
| Sami              | Arthur Hakalahti      | Christian Zeiger         |
| Baron von Snauser | Nader Khademi         | Tobias Nath              |
| Lehrer            | Nils Jørgen Kaalstad  | Robert Louis Griesbach   |
| König             | Thorbjørn Harr        | Manou Lubowski           |
| Alfred            | Bjørn Sundquist       | Douglas Welbat           |
| Rosa              | Anne Marit Jacobsen   | Katarina Tomaschewsky    |

### Veröffentlichung
In Norwegen erschien Tre nøtter til Askepott am 12. November 2021 in den Kinos. In Deutschland ist die Neuverfilmung am 20. Dezember 2021 auf der Video-on-Demand-Plattform Prime Video veröffentlicht worden. Am 23. Dezember 2021 kam sie in die tschechischen Kinos.

## Rezeption

### Norwegen
Die Bewertungen der Filmkritiker zu Drei Haselnüsse für Aschenbrödel waren in Norwegen überwiegend positiv. So wurde der Film für seine Besetzung, das Szenenbild und die Umsetzung des geliebten Originals gelobt. In einigen Kritiken wurde bemängelt, dass der Neuauflage etwas von der Romantik und dem Charme des Originals fehle.
Mode Steinkjer der Tageszeitung Dagsavisen schrieb: „Astrid Smeplass füllt Aschenbrödels glitzernde Ballschuhe mit bodenständigem Charme und starkem Eigenwillen in Drei Haselnüsse für Aschenbrödel, einem Film, der alles mitbringt, um ein neuer Klassiker des Genres zu werden.“
Tore André Øyås des Filmmagazins Filmfront.no sah Drei Haselnüsse für Aschenbrödel als „eine recht gelungene, solide und hübsche Neufassung einer vielleicht nicht in jeder Hinsicht modernen, zeitgenössischen Liebesgeschichte“. Er urteilte: „Trotz einiger Erneuerungen – unter anderem der etwas umgeschriebenen Geschlechterrollen und eines kurzen homosexuellen Kusses gegen Ende – können wir dennoch froh sein, dass man es in Sachen politischer Korrektheit nicht übertrieben hat. […] Schluckt man das Altmodische hier, wird der Film schnell zu einem leicht nostalgischen und nicht zuletzt stimmungsvollen Weihnachtserlebnis, für Jung und Alt.“

### Deutschland
Das Lexikon des internationalen Films vergab zwei von fünf möglichen Sternen und kam zu folgendem Urteil: „Die Adaption hält sich bis in Details ans Original und setzt nur wenig eigene Akzente; Ansätze dazu, Figuren neu zu interpretieren, etwa die Stiefschwester der Heldin, bleiben rudimentär. Das Ergebnis ist ein durchaus charmantes Wintermärchen, das allerdings für Fans des Originals mehr überflüssige Wiederholung als spannende Variation ist. Den größten Mehrwert stellen bestechend schöne Aufnahmen der verschneiten skandinavischen Landschaft dar.“
Laut Angela Wiese der Tageszeitung Neue Westfälische sei die Neuverfilmung besonders stark bei den Bildern und Spezialeffekten sowie bei der Figur der Stiefmutter, bei der die Neuverfilmung dem Klassiker voraus sei: „Die deutsche Schauspielerin Carola Braunbock spielte diese 1973 schon hervorragend. Die Maske und eiskalt-grausame Ausstrahlung der norwegischen Schauspielerin Ellen Dorrit Petersen setzt dem aber jetzt noch die Krone auf.“ Smeplass spiele überzeugend, die Rolle des Aschenbrödel sei aber braver angelegt als in der Originalfassung. Die größte Schwachstelle des Films sei, „dass er es verpasst, das öde, überholte Motiv des Prinzen, der ein Mädchen rettet (Gähn!), wirklich anzugreifen und neu zu erzählen“.
Katrin Basaran der Münchner Boulevardzeitung tz nannte das Remake „eine nette Alternative im Weihnachtsprogramm“, stellte jedoch fest: „Am Kultstatus von ‚Drei Haselnüsse für Aschenbrödel‘ von 1973 […] lässt sich aber nicht rütteln.“
Zu folgendem Fazit kam Wiebke Kaßmann des Online-IT-Magazins Netzwelt: „Die norwegische Adaption von ‚Drei Haselnüsse für Aschenbrödel‘ schafft es, das bekannte Märchen zeitgemäß zu interpretieren, ohne an Charme zu verlieren. Aschenbrödel wird als selbstbewusste junge Frau dargestellt und der Prinz als sensibler junger Mann. Diversität und Inklusion haben durch die Neuinterpretationen von Figuren Einzug in den Film gehalten.“